# Griffonia
Griffonia là một chi thực vật có hoa trong họ Đậu.